# Honorata Galica
Honorata Galica z domu Sekuła, ps. „Szarotka” (ur. 11 stycznia 1905 w Krzeszowie, zm. 5 listopada 1994) – łącznik Armii Krajowej, więźniarka obozów niemieckich: KL Auschwitz nr 63289, KL Ravensbrück nr 73180, KL Buchenwald.

## Życiorys
Urodziła się 11 stycznia 1905 roku w Krzeszowie. Jej rodzice, Tomasz Sekuła i Maria, byli rolnikami. Od ukończenia 6 klasy szkoły podstawowej pomagała rodzicom w pracy na roli.
W 1925 roku wyszła za mąż za podoficera zawodowego Wojciecha Galicę. Zamieszkała w Żywcu, gdzie zajmowała się prowadzeniem gospodarstwa domowego.
W trakcie okupacji podjęła pracę w Żywieckiej Fabryce Papieru, równocześnie włączając się w działalność Armii Krajowej jako łączniczka.
Dnia 2 lipca 1943 roku została aresztowana. Najpierw przetrzymywano ją w areszcie gestapo w Bielsku, skąd została przewieziona do KL Auschwitz. 24 września 1943 roku została zarejestrowana w obozowej ewidencji jako więźniarka nr 63289. W obozie urodziła swoje czwarte dziecko, które po urodzeniu zmarło. Dnia 30 września 1944 roku została przeniesiona do KL Ravensbrück, gdzie została zarejestrowana więźniarka nr 73180. Później została przeniesiona do KL Buchenwald. W obozach była poddawana pseudo-medycznym eksperymentom.
Z obozów została wyzwolona dnia 11 kwietnia 1945 roku.
Po wojnie powróciła do pracy w Żywieckiej Fabryce Papieru, gdzie pracowała do roku 1960. Przeszła na wcześniejszą emeryturę z powodu problemów ze zdrowiem będących skutkiem nieludzkiego traktowania w obozach koncentracyjnych. Została uznaną za inwalidę wojenną I grupy. Po przejściu na emeryturę poświęcała się życiu rodzinnemu. Miała trzech synów i urodzoną po wojnie córkę.
Zmarła 5 listopada 1994 roku.

## Odznaczenia
- Brązowy Krzyż Zasługi z Mieczami[1]
- Krzyż Oświęcimski[1]
- Medal Zwycięstwa i Wolności[1]
- Krzyż Kawalerski Orderu Odrodzenia Polski[1]